# Apollóformák

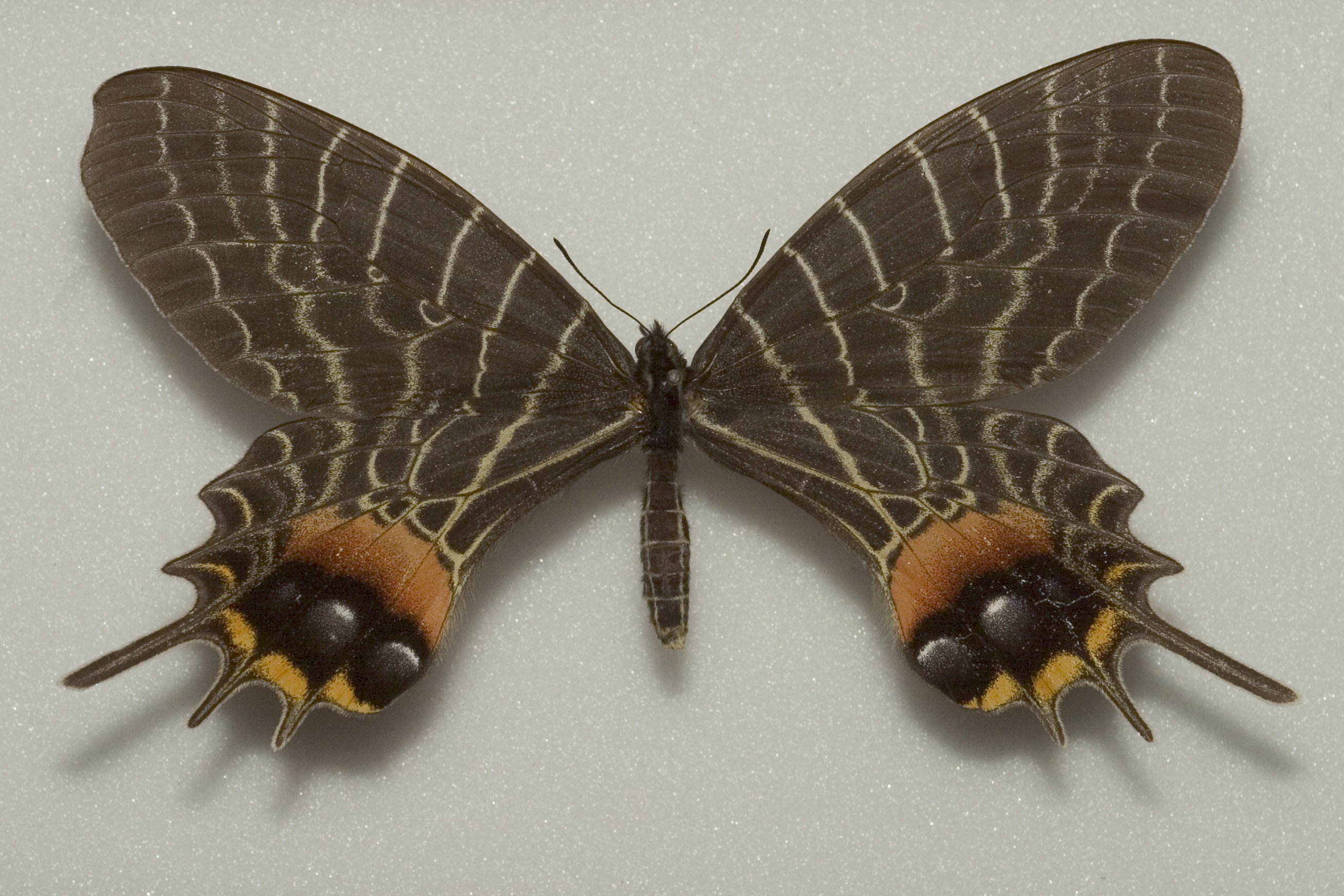
Bhutanitis lidderdalii

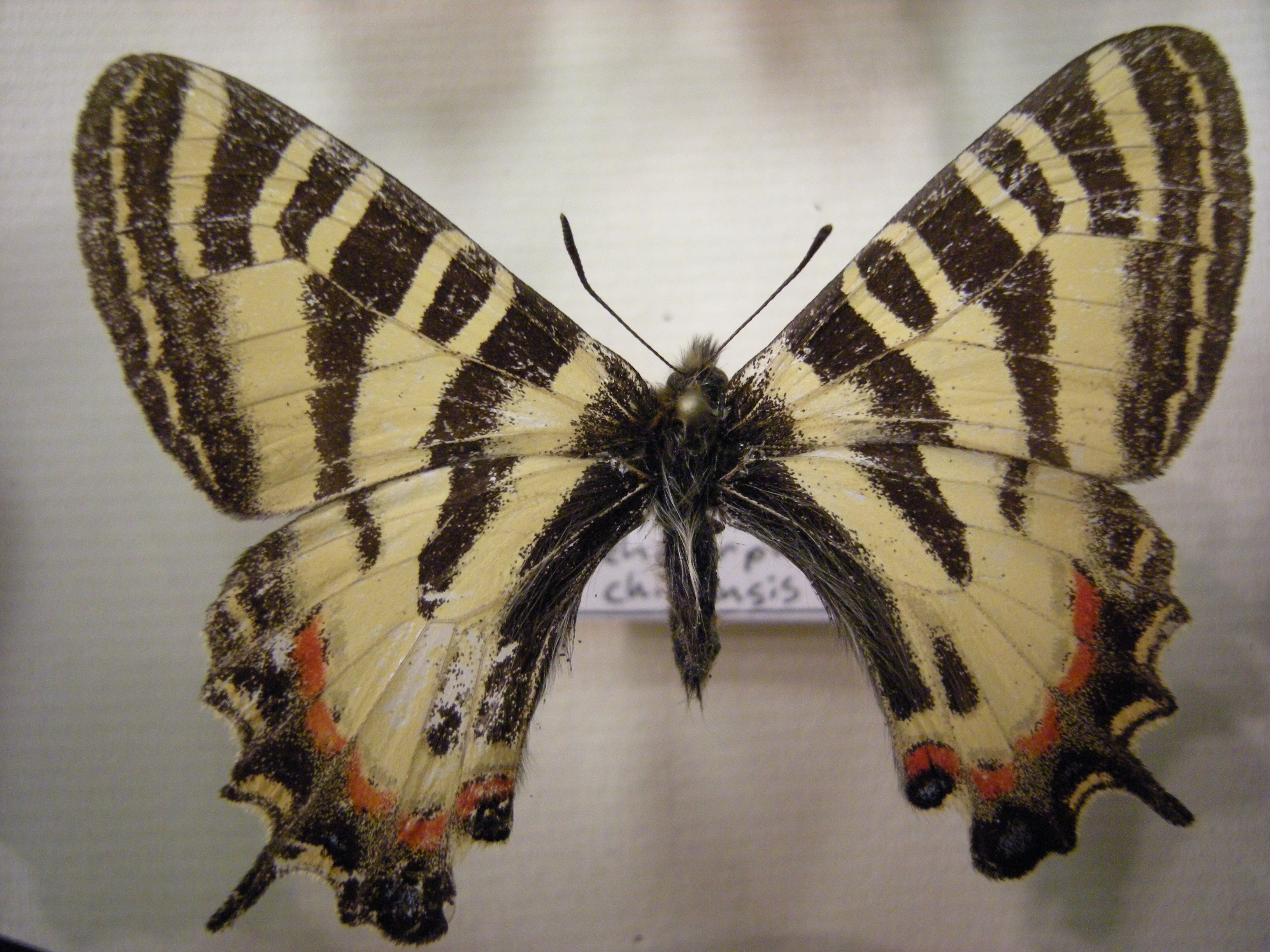
Luehdorfia puziloi

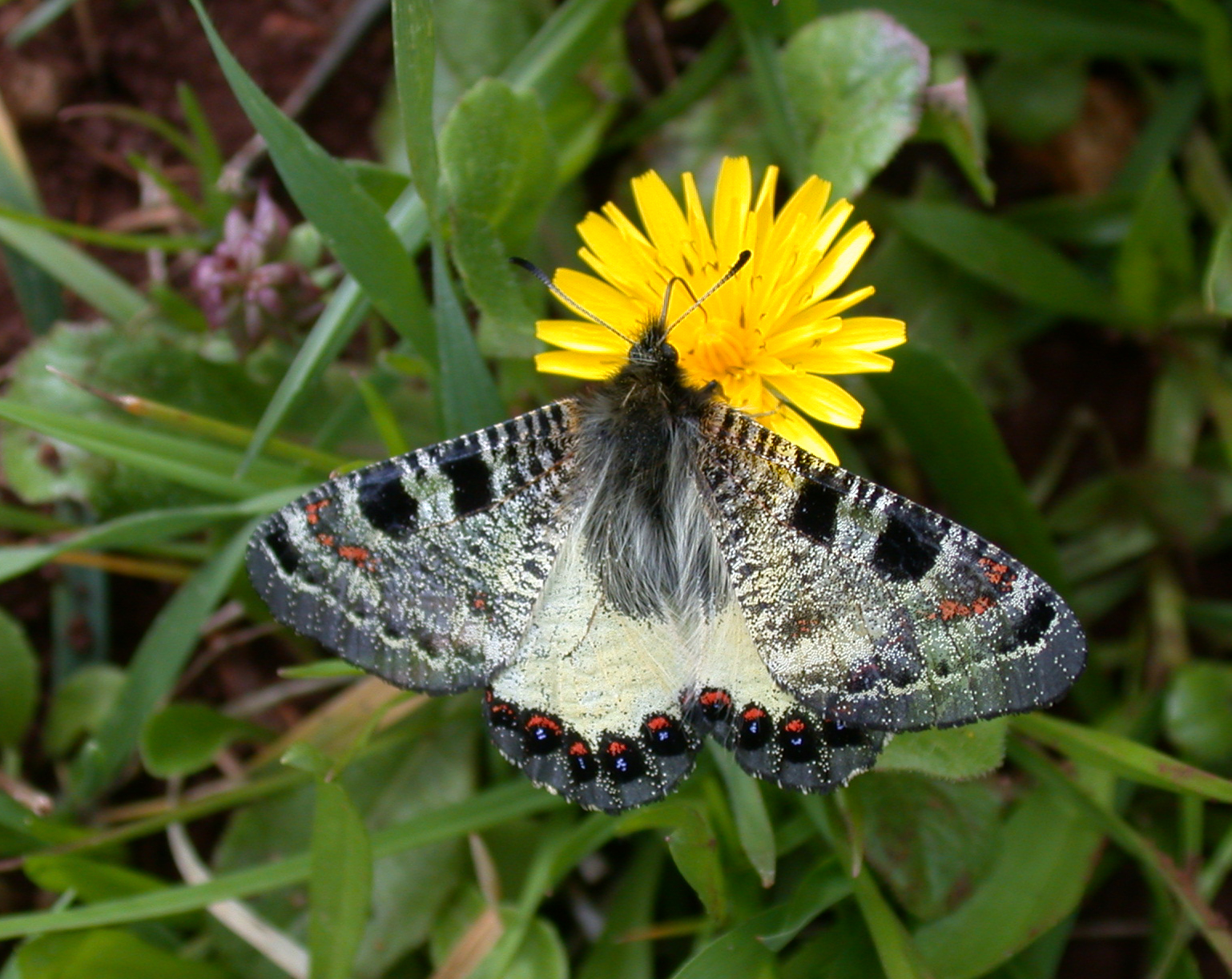
Archon apollinus

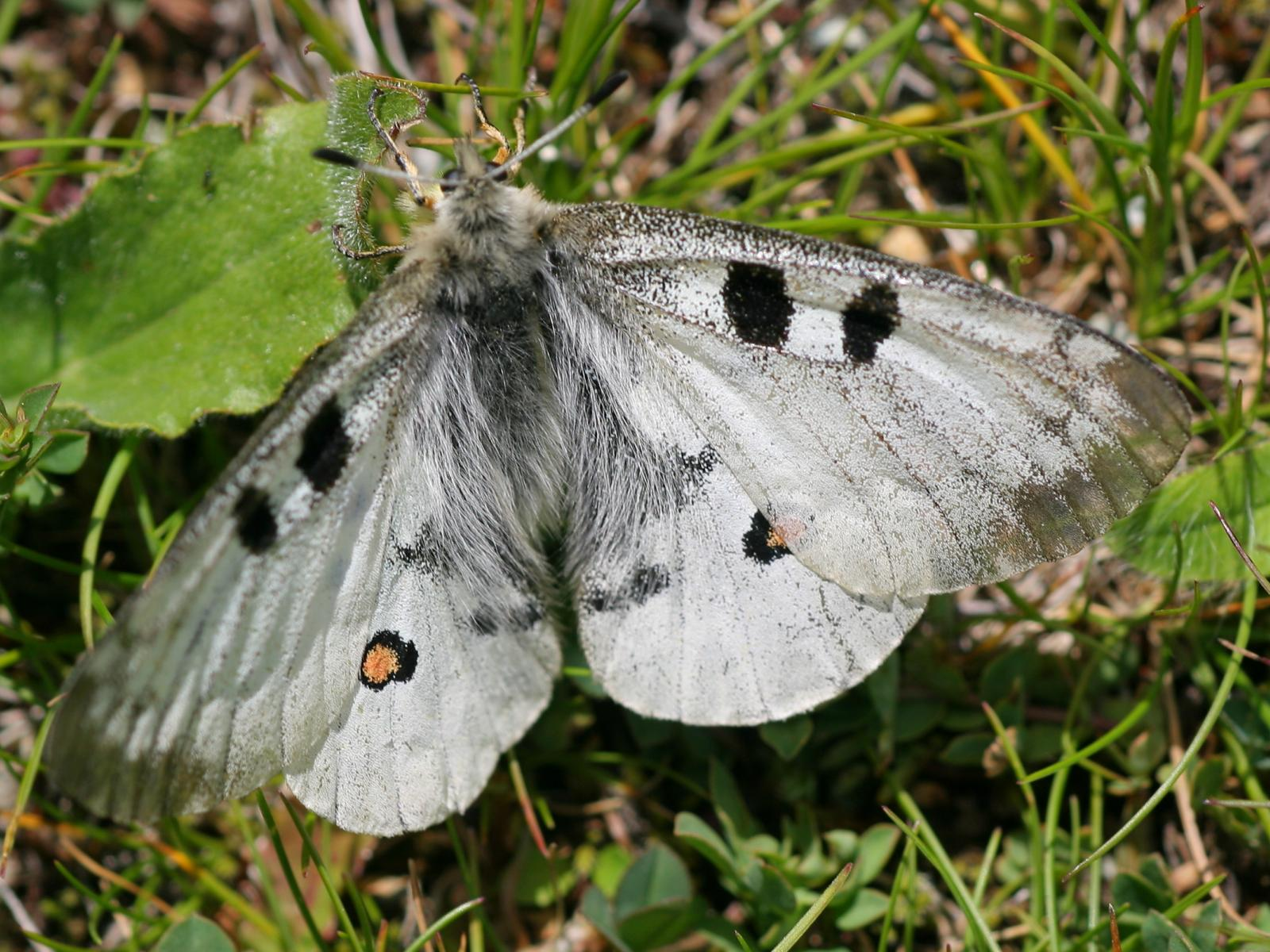
Apolló-lepke (Parnassius apollo)

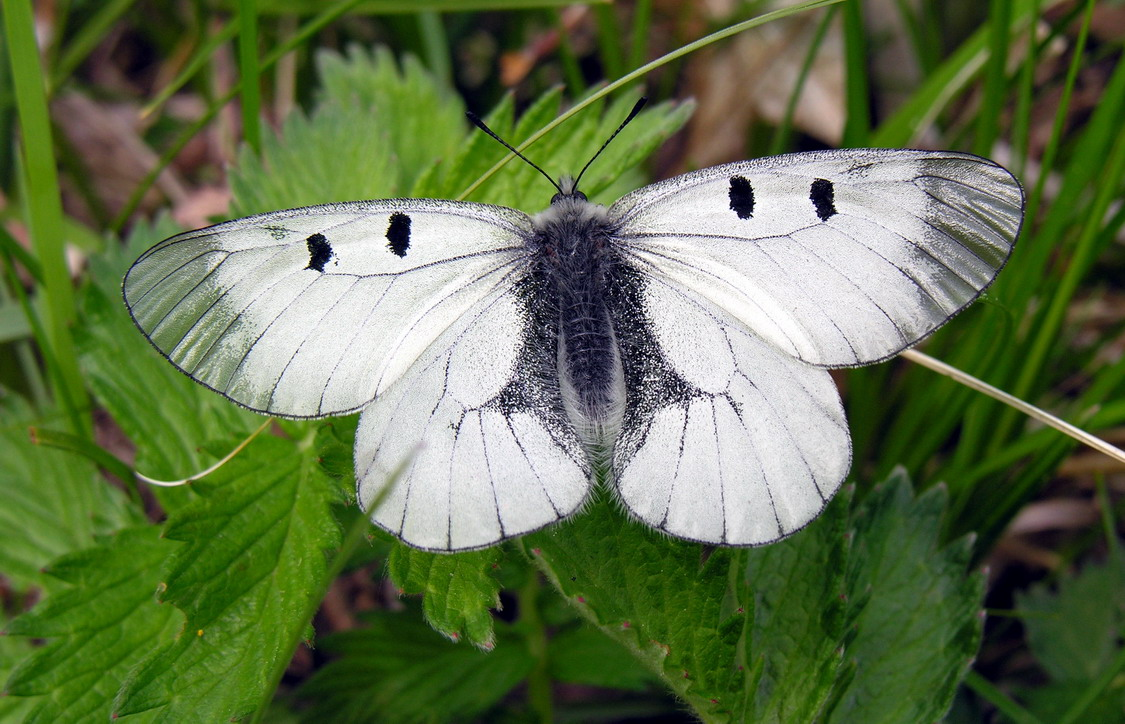
Kis Apolló-lepke (Parnassius mnemosyne)

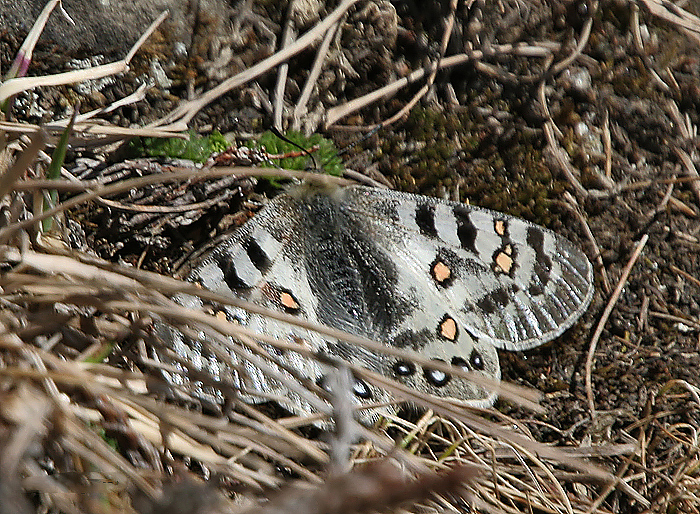
Parnassius hardwickii

Az apollóformák (Parnassiinae) a rovarok (Insecta) osztályának a lepkék (Lepidoptera) rendjéhez, ezen belül a pillangófélék (Papilionidae) családjához tartozó alcsalád.

## Rendszerezés
Az alcsaládba 3 nemzetség tartozik:
- Lüdorfiarokonúak – (Luehdorfiini)
  - Bhutanitis
    - Bhutanitis lidderdalii
    - Bhutanitis ludlowi
    - Bhutanitis mansfieldi
    - Bhutanitis thaidina

  - Luehdorfia
    - Luehdorfia chinensis
      - Luehdorfia chinensis chinensis
      - Luehdorfia chinensis shoui

    - Luehdorfia choui
    - Luehdorfia japonica
    - Luehdorfia longicaudata
    - Luehdorfia puziloi
      - Luehdorfia puziloi inexpecta
      - Luehdorfia puziloi yessoensis

  - Sericinus
    - Sericinus montela
- Apolló-rokonúak – (Parnassiini)
  - Archon
    - Archon apollinaris
    - Archon apollinus

  - Hypermnestra
    - Hypermnestra helios

  - Parnassius
    - Parnassius acco
    - Parnassius acdestis
    - Parnassius actius
    - Apolló-lepke – (Parnassius apollo)
    - Parnassius apollonius
    - Parnassius ariadne
    - Parnassius arcticus
    - Parnassius autocrator
    - Parnassius baileyi
    - Parnassius boëdromius
    - Parnassius bremeri
    - Parnassius cardinal
    - Parnassius cephalus
    - Parnassius charltonius
    - Parnassius clodius
    - Parnassius delphius
    - Parnassius dongalaicus
    - Parnassius epaphus
    - Parnassius eversmanni
    - Parnassius felderi
    - Parnassius hardwickii
    - Parnassius honrathi
    - Parnassius glacialis
    - Parnassius hide
    - Parnassius huberi
    - Parnassius hunnyngtoni
    - Parnassius hunza
    - Parnassius imperator
    - Parnassius inopinatus
    - Parnassius jacobsoni
    - Parnassius jacquemontii
    - Parnassius kiritshenkoi
    - Parnassius labeyriei
    - Parnassius loxias
    - Parnassius maharaja
    - Parnassius maximinus
    - Kis Apolló-lepke – (Parnassius mnemosyne)
    - Parnassius nadadevinensis
    - Parnassius nomion
    - Parnassius nordmanni
    - Parnassius nosei
    - Parnassius orleans
    - Parnassius patricius
    - Parnassius phoebus
    - Parnassius przewalskii
    - Parnassius pythia
    - Parnassius széchenyii
    - Parnassius schultei
    - Parnassius simo
    - Parnassius simonius
    - Parnassius staudingeri
    - Parnassius stenosemus
    - Parnassius stoliczkanus
    - Parnassius tianschianicus
    - Parnassius stubbendorfi
    - Parnassius tenedius
- Zerynthiini
  - Zerynthia
    - Zerynthia caucasica
    - Zerynthia cerisy
    - Zerynthia cretica
    - Zerynthia deyrollei
    - Zerynthia louristana
    - Farkasalmalepke – (Zerynthia polyxena)
    - Spanyol farkasalmalepke – (Zerynthia rumina)